# Rawka
Pour l’article homonyme, voir Rawka (Sainte-Croix).
La Rawka est une rivière de Pologne, un affluent de la rive droite de la Bzura, donc un sous-affluent de la Vistule.

## Géographie
Elle a une longueur de 97 km et son bassin hydrographique a une surface de 1 192 km2. Elle prend sa source à l'est de Koluszki et rejoint la Bzura un peu en amont de Łowicz et Sochaczew. 
La Rawka traverse les villes de Rawa Mazowiecka et de Skierniewice, ainsi que le village de Bolimów.